# Nens cavalcant peixos
Nens cavalcant peixos és un conjunt escultòric situat a la confluència de la Gran Via de les Corts Catalanes i la Rambla de Catalunya de Barcelona. Obra de Frederic Marès, va ser realitzada el 1928 i originalment era a la Plaça de Catalunya.

## Història i descripció
La font va ser concebuda per a l'Exposició Internacional de Barcelona de 1929, per a la qual es va dur a terme una reurbanització de tot l'espai de la plaça, amb un projecte de Francesc Nebot. Per a la decoració, el 1927 es va convocar un concurs públic, en el qual es va decidir la instal·lació de 28 escultures, entre les que hi havia dues fonts: la Font dels sis putti, de Jaume Otero, i Nens cavalcant peixos, de Frederic Marès.

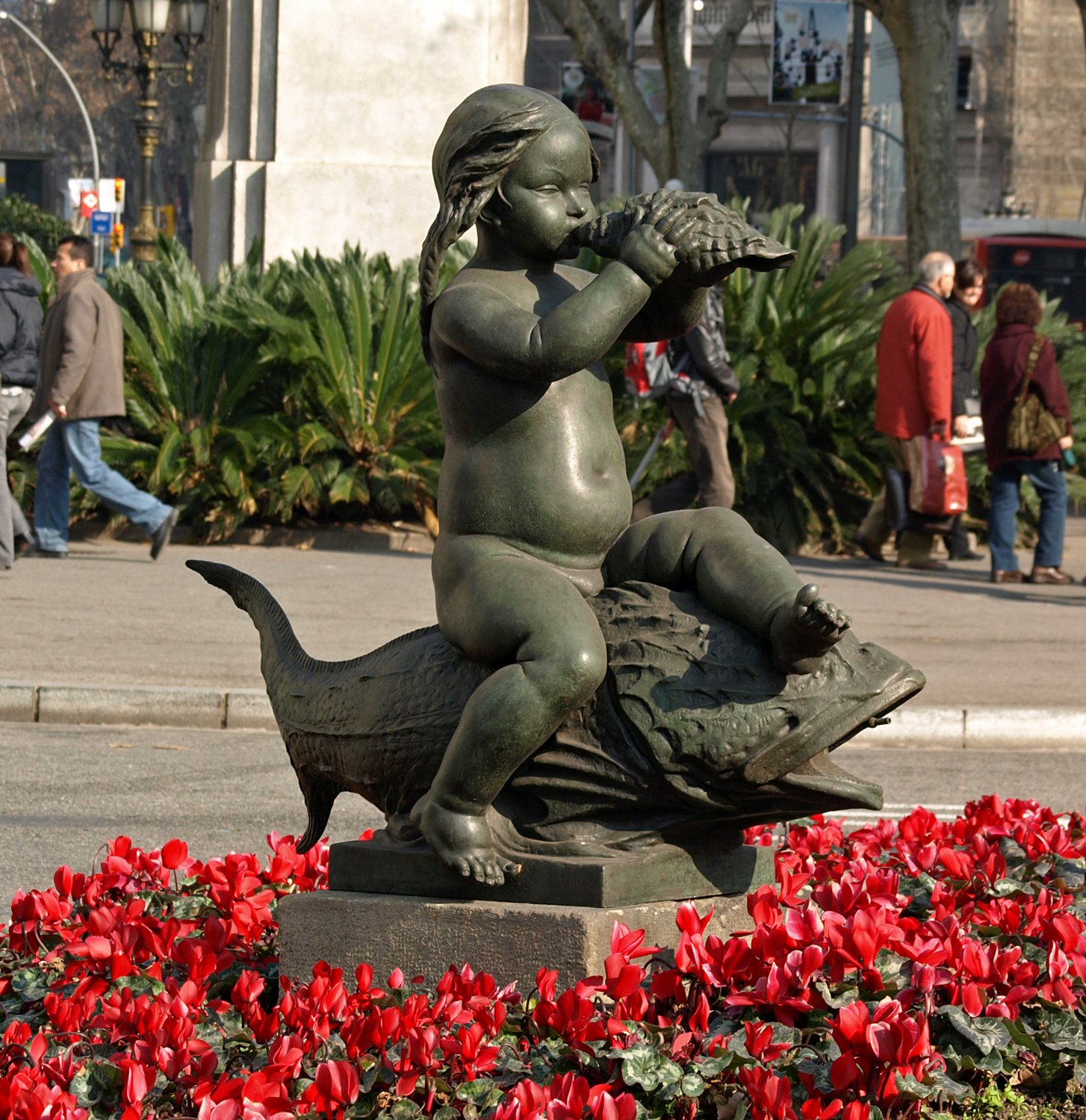
Una de les figures

L'obra li va ser encarregada a Marès al maig de 1928 i va ser col·locada i inaugurada el maig de 1929. Va ser executada als Talleres y Fundición Judas, de Barcelona, i es trobava originalment a la part alta de la plaça, a la terrassa on ara hi ha les dues fonts monumentals realitzades per Fernando Espiau Seoane el 1959. Per aquest motiu, l'obra de Marès va ser retirada i dos anys més tard, el 1961, va ser traslladada a l'encreuament de la Gran Via i la Rambla de Catalunya, on havia estat el Monument a Joan Güell i Ferrer abans de la Guerra Civil espanyola, que va ser situat uns metres més endins de la Gran Via, en direcció al passeig de Gràcia.
Té un sortidor central i quatre figures de nens o amorets situades sobre sengles figures de peixos, que aboquen aigua per la boca. Les figures són dinàmiques i dotades d'una personalitat pròpia, cadascuna amb un segell diferencial: hi ha dos nens i dues nenes, els primers despentinats, mentre que, de les nenes, una porta trenes i una altra el pèl recollit. Els nens apareixen un amb un trident i un altre amb els braços enlaire, mentre que les nenes, una es troba bufant un cargol de mar i l'altra subjectant una serp amb la mà dreta, mentre que, amb l'esquerra, subjecta un vel que porta lligat al cos amb una cinta.
El 1993, dos anys després de la mort de Marès, es va col·locar una còpia d'una de les figures al passeig marítim de Portbou, la seva localitat natal.
El moument ha sofert diversos contratemps a causa del trànsit, ja que es troba en l'encreuament de dues vies molt concorregudes de la ciutat. El més greu es va produir el 30 de juliol de 2002, quan un camió —el conductor del qual va donar positiu en la prova d'alcoholèmia— va irrompre en la petita rotonda on se situa la font i va destruir totalment dues de les figures de nens, que van haver de ser substituïdes partint dels originals que es conserven al Museu Frederic Marès. El 2007 es va fer una àmplia restauració de tot el conjunt.